# Kreuzstraße (Wesel)
Die Kreuzstraße ist eine Innenstadtstraße in Wesel am Niederrhein.

## Lage
Die Kreuzstraße verläuft auf einer Länge von 535 Metern in Nord-Süd-Richtung durch die Weseler Innenstadt. Im Süden zweigt sie von der Bundesstraße 58 (Schillstraße) ab. Die B 58 führt ihrerseits in südlicher Richtung an der Zitadelle vorbei zu einer Kreuzung mit der Bundesstraße 8, welche als Teil des Stadtrings südlich an der Innenstadt vorbeiläuft. Der südliche Abschnitt der Kreuzstraße bis zur Einmündung der Straße Esplanade ist von Wohnbebauung und angrenzenden Wohnvierteln umgeben, nördlich der Esplanade ist hingegen auch Geschäftsbebauung vorhanden. In ihrem nördlichsten Abschnitt ab der Einmündung der Brandstraße ist die Kreuzstraße eine verkehrsberuhigte Zone. Innerhalb dieser verkehrsberuhigten Zone liegt das so genannte Mathenakreuz, an dem Viehtor und Hohe Straße als Teil der Weseler Fußgängerzone von der Kreuzstraße gequert werden. Das Mathenakreuz ist zugleich das nördliche Ende der Kreuzstraße, die im weiteren Verlauf den Namen Korbmacherstraße trägt und letztlich Richtung Norden auf den Stadtring führt.
Der Nordteil der Kreuzstraße ist durch seine Nähe zur Fußgängerzone geschäftlich geprägt und zudem die zentrale Nord-Süd-Achse durch die Stadt. Entsprechend ist die an der Kreuzstraße gelegene Bushaltestelle Mathenakreuz im Nahverkehrsplan als zentrale Haltestelle in der Weseler Innenstadt vermerkt.

## Geschichte

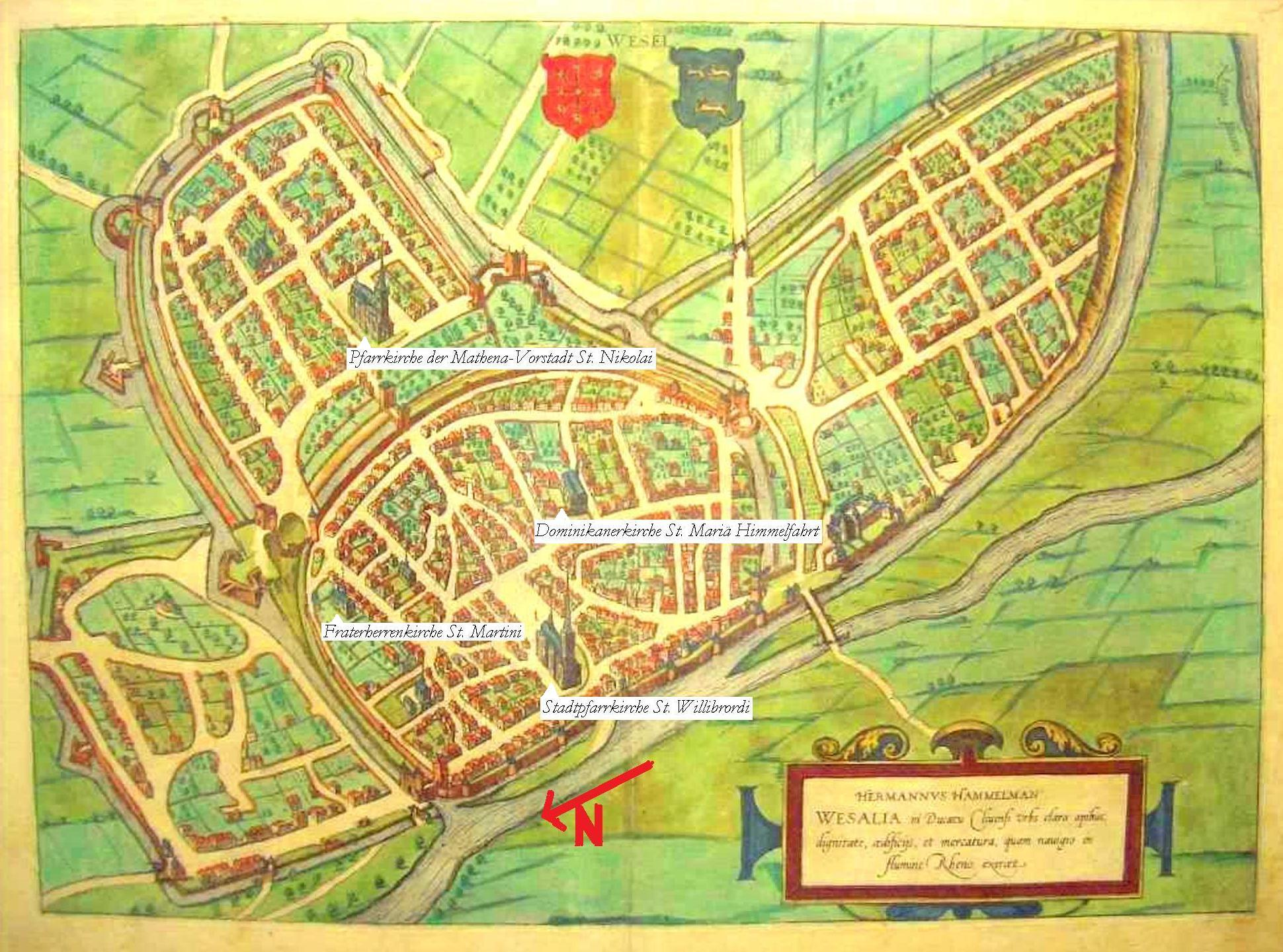
Wesel 1588: Die heutige Kreuzstraße verläuft vor der Mathenakirche vorbei

Historisch lag die Kreuzstraße vor den Mauern, welche die Altstadt umgaben, im Bereich der Mathena-Vorstadt. An der heutigen Ecke Hohe Straße/Kreuzstraße befand sich die Mathenakirche. Der nördliche Teil der Kreuzstraße verlief parallel zur Stadtmauer, gibt also die historische Trennung zwischen der Altstadt rund um den Willibrordi-Dom und der östlich gelegenen Mathena-Vorstadt wieder. Im 16. Jahrhundert gab es außerhalb der Stadt im Bereich der heutigen Stralsunder Straße eine Kapelle mit einem Kalvarienberg. Zu dieser Kapelle führte vom Stadttor Viehtor ausgehend ein Kreuzweg durch die Mathena-Vorstadt über die Kreuzstraße und das Lippetor. Auf diesen Kreuzweg geht der Name der Kreuzstraße zurück, zudem wurde das Lippetor in Kreuztor umbenannt.
Die Kreuzstraße war Standort der evangelischen Volksschule Wesels, bis diese 1912 an die Böhlstraße zog. Nachdem 1917 die erste Weseler Rheinbrücke fertiggestellt worden war, wurde die Kreuzstraße als Teil der Verbindung von der Rheinbrücke zum Weseler Bahnhof eine wichtige Verkehrsachse. Erst 1933 wurde die Schillstraße als direkte Verbindung zwischen Brücke und Bahnhof geschaffen. Diese Straße durchquerte die Anlage der Zitadelle Wesel, welche zuvor umgangen werden musste. Zu dieser Zeit wurde auch geplant, dass Kreuz- und Korbmacherstraße die weiter westlich gelegene Verbindung entlang von Großem Markt und Kornmarkt als primäre Nord-Süd-Achse durch die Innenstadt ersetzen sollte. Im Rahmen des Wiederaufbaus nach dem Zweiten Weltkrieg wurde diese Planung beibehalten und mit der Errichtung des ersten Nachkriegsrathauses am früheren Standort der Mathenakirche ein weiterer Schritt zur Verlagerung des Stadtzentrums unternommen. 1951 war die Kreuzstraße eine der ersten Innenstadtstraßen mit fertiggestellter Fahrbahn. Ein Jahr darauf wurde das Rathaus eingeweiht. In den 1970er Jahren entstand an seiner Stelle an der Ecke Kreuzstraße/Hohe Straße ein großes Warenhaus, welches als wichtigster Magnetbetrieb für die Innenstadt gilt. An der Ecke Kreuzstraße/Esplanade entstand 1958 das Verwaltungsgebäude für die Stadtwerke Wesel. Es wurde 2002 abgerissen und durch ein Einkaufszentrum ersetzt. An der gegenüberliegenden Seite der Kreuzung befand sich das lokale Kreiswehrersatzamt, welches nach seiner Auflösung 2012 vorübergehend anderweitig von der Bundeswehr genutzt wurde und bis 2019 durch barrierefreie Wohnbebauung und Räumlichkeiten für die radiologische Praxis des Marienhospitals Wesel ersetzt werden soll.